# Justus von Canterbury

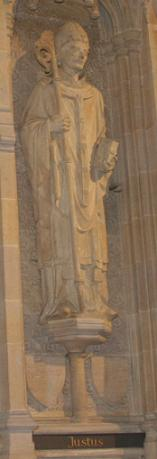

Justus (* in Rom; † 10. November 627 oder 631) war einer der Missionare, die von Papst Gregor I. auf Bitten von Augustinus von Canterbury im Jahr 601 nach England gesandt wurden.

## Leben
Er wurde zum ersten Bischof von Rochester ernannt. Als nach dem Tod von König Æthelberht von Kent eine Christenverfolgung ausbrach, floh er nach Gallien, kehrte aber nach einem Jahr in sein Bistum zurück, das er mit Fleiß und Sorgfalt regierte, bis er 624 zum Erzbischof von Canterbury wurde, indem er das Pallium von Papst Bonifatius V. erhielt. Gleichzeitig erhielt er das Recht Bischöfe zu weihen. Er machte Romanus zu seinem Nachfolger in Rochester.
Justus ist bekannt für sein Schreiben an britische und irische Christen, also die Keltische Kirche, worin er sie aufforderte, sich der römischen Kirche anzupassen. Ein Extrakt dieses Briefes ist bei Beda überliefert. Seine Sprache war nicht sehr taktvoll, und der Brief wurde weitgehend ignoriert. Das wesentliche Ereignis seiner kurzen Regierung war die Evangelisation von Northumbria. Paulinus wurde von Justus zum ersten Bischof von York geweiht, und innerhalb von zwei Jahren ließ sich König Edwin von Northumbria zusammen mit einer großen Zahl seiner Untertanen in einer kleinen Kirche, die in York neben der Stelle, wo heute York Minster steht, gebaut worden war, taufen. Justus erfuhr die Nachricht kurz vor seinem Tod.